# Omar Hamidou Tchiana

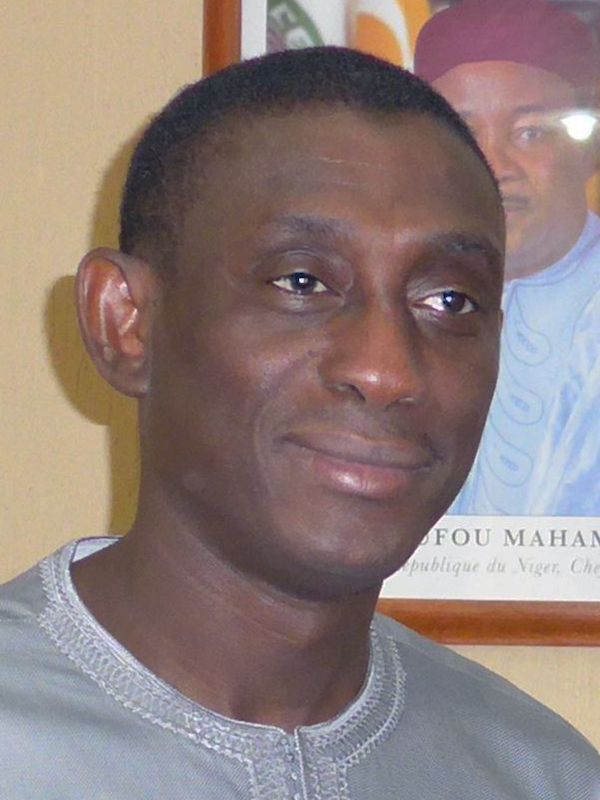
Omar Hamidou Tchiana (2015)

Omar Hamidou Tchiana (* 18. Juni 1970 in Kollo; auch Oumarou Hamidou Ladan Tchiana) ist ein nigrischer Politiker.

## Leben
Omar Hamidou Tchiana begann seine politische Laufbahn in der Partei Nigrische Demokratische Bewegung für eine Afrikanische Föderation (MODEN-FA Lumana Africa) unter dem Vorsitz von Hama Amadou und wurde deren Generalsekretär. Er wurde am 12. September 2011 als Staatsminister für Bergbau und industrielle Entwicklung in die Regierung von Staatspräsident Mahamadou Issoufou von der Nigrischen Partei für Demokratie und Sozialismus (PNDS-Tarayya) berufen.
Der MODEN-FA-Lumana-Africa-Vorsitzende Hama Amadou beschloss 2013 den Gang in die Opposition. Tchiana verweigerte Amadou die Gefolgschaft, verließ die Partei und blieb in der Regierung. Er gründete 2015 seine eigene Partei, die Allianz der Bewegungen für den Aufstieg Nigers (AMEN-AMIN), die er bei den Parlamentswahlen von 2016 in die Nationalversammlung führte. In der Regierung Mahamadou Issoufous wechselte er am 11. April 2016 das Ressort und wurde Staatsminister für Verkehr. Neuer Bergbau- und Industrieminister wurde Moussa Hassane Barazé.
Tchiana entzog im August 2018 einem Verkehrsunternehmen die Lizenz, das einen Unfall mit 29 Todesopfern verursacht hatte. Als seine Entscheidung aufgehoben wurde, trat er aus Protest als Minister zurück. Seine Partei AMEN-AMIN wurde daraufhin aus der Regierungskoalition ausgeschlossen. Omar Hamidou Tchiana trat als AMEN-AMIN-Kandidat bei den Präsidentschaftswahlen von 2020 an. Im Vorfeld versuchte er erfolglos durch eine Eingabe beim Verfassungsgerichtshof die Präsidentschaftskandidatur von Mohamed Bazoum vom PNDS-Tarayya zu verhindern. Mit 1,6 % der Stimmen wurde Tchiana neunter von dreißig Kandidaten.